# Kleinbockedra
Kleinbockedra là một đô thị thuộc huyện Saale-Holzland, trong bang Thüringen, Đức. Đô thị Kleinbockedra có diện tích 2,85 km².